# Sãojorgerall

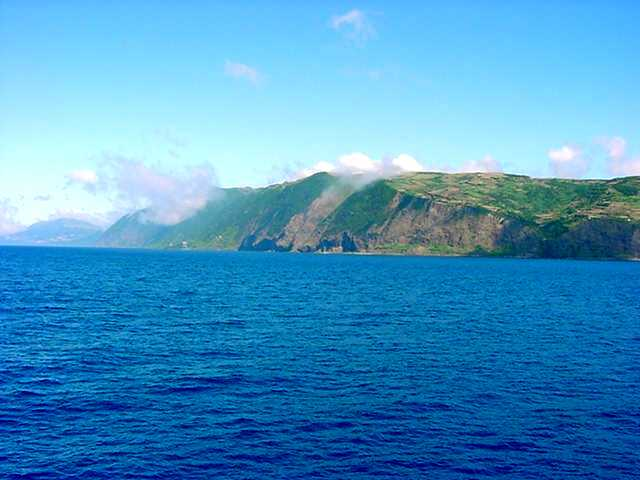
Fågelns subfossila lämningar har funnits på ön São Jorge.

Sãojorgerall (Rallus nanus) är en förhistorisk utdöd fågel i familjen rallar inom ordningen tran- och rallfåglar. Fågeln beskrevs 2015 utifrån subfossila lämningar funna på ön São Jorge i ögruppen Azorerna.